# قصر تروكاديرو
قصر تروكاديرو مبنى من النصف الثاني من القرن التاسع عشر، مستوحى من المغاربية والبيزنطية الجديدة. يقع في الدائرة 16 من باريس، على تل شايو، بين ساحة تروكاديرو والحدائق التي تحمل الاسم نفسه، ويتألف من قاعة أداء بها 4600 مقعد ممتدة على كل جانب بجناحين منحنيين، يوجد في كل منهما متحف (متحف الآثار الفرنسية ومتحف الإثنوغرافيا) فضلاً عن قاعات المؤتمرات.
بني القصر للمعرض العالمي 1878، ولم يكن المقصود من بنائه أن يظل قائما للأبد. وعلى الرغم من الحفاظ على المبنى أخيراً لنحو ستين عاماً، إلا أنه تعرض لانتقادات عديدة بشأن أسلوبه المعماري، وتدهوره التدريجي، وسوء الصوت في قاعته الكبيرة، التي هجرتها فرق الأوركسترا بسرعة. فُكك القصر في عام 1935 من أجل المعرض العالمي لعام 1937، لإفساح المجال لمبنى جديد، هو قصر شايلو.
وقد وقعت عدة مبان ومشاريع معمارية في الموقع الذي بني فيه قصر تروكاديرو. في الأصل، كان الموقع جزءاً من المجال السابق للمارشال فرانسوا د باسومبيير، رفيق هنري الرابع في السلاح. في عام 1651، أسست هنريتا ماريا ديراً لأمر الزيارة، دُمر خلال الثورة الفرنسية.